# Charlton Mackrell
Charlton Mackrell är en by i civil parish The Charltons, i enhetskommunen Somerset, i grevskapet Somerset, i England. Civil parish hade 290 invånare år 1881. Byn nämndes i Domedagsboken (Domesday Book) år 1086, och kallades då Cerletune.